# Brönner-Umschau-Gruppe
Die Brönner-Umschau-Gruppe war eine Druck- und Verlagsgesellschaft mit Sitz in Frankfurt am Main.

## Firmengeschichte
Heinrich Ludwig Brönner (1702–1769) heiratete 1727 die Druckerwitwe Maria Elisabeth Bauer und begründete mit ihr noch im selben Jahr in Frankfurt die „Brönners Druckerey“, die später zur Brönner-Umschau-Gruppe wurde.
Parallel zur Druckerei baute Brönner das Verlagsgeschäft auf; zeitweise betrieb das Unternehmen im 19. Jahrhundert eine Kupferdruckerschwärzefabrik und eine kleine Buchhandlung, von der es heißt, Goethe habe dort gerne eingekauft.
Von den 1950er Jahren bis in die 1980er Jahre wurde mit der Umschau (Umschau in Wissenschaft und Technik sowie Die Umschau) ein  Wissenschaftsmagazin publiziert. Der Umschau-Buchverlag produzierte bis zuletzt Bildbände. Letzter Schritt in der Unternehmensgeschichte war der Bezug eines neuen Druckereigebäudes und die Installation einer neuen Rotationsmaschine im Industriepark Höchst im Jahr 2000. Die hierfür anfallenden hohen Investitionen sowie rückläufige Druckaufträge führten 2003 zur Insolvenz des Unternehmens.
Um die Jahrtausendwende gehörten zu der Brönner-Unternehmensgruppe neben der Druckerei über 20 Fachzeitschriften – in verschiedenen Zeitschriftenverlagen organisiert –  sowie Katalogverlag, Multimedia-Agenturen, eine PR-Agentur für Finanzkommunikation, Buchverlage und Kalenderverlage. Zum 275. Jubiläum im Jahr 2002 wurde das Unternehmen nach der inzwischen seit mehreren Generationen „Breidenstein“ heißenden Inhaber-Familie in „Mediengruppe Breidenstein“ umbenannt.
In der Druckerei und den Verlagen des Unternehmens gingen seit Beginn des wirtschaftlichen Niedergangs in den 1990er Jahren insgesamt fast 400 Arbeitsplätze verloren. Der MTD-Verlag, der Report-Verlag und der inzwischen auf wenige Titel verkleinerte Umschau-Zeitschriftenverlag wurden weitergeführt. Einige Zeitschriftentitel waren bereits vor der Insolvenz veräußert worden, ebenso wie der Katalog- und der Kalenderverlag.
In der Frankfurter Innenstadt gibt es bis heute eine Brönnerstraße, die nach dem Unternehmen bzw. seinem Gründer benannt ist. 

## Ehemalige Unternehmen der Brönner-Umschau-Gruppe
- Andres Kalenderverlag
- Breidenstein (GmbH & Co. KG, Holding)
- Brönners Druckerei
- Brönner Kalenderverlag
- Brönner Katalogverlag
- Dateam (Multimedia)
- FinanzKomm
- Management-Berater Verlag
- mdc (Internet)
- MTD Verlag
- Report Verlag
- Umschau Buchverlag, später Umschau-Braus, dann Neue Umschau
- Umschau Zeitschriftenverlag
- VSV Service und Verwaltung

## Ehemalige Zeitschriften der Gruppe
- Biotechnische Umschau
- BL-Journal-Laborpraxis in Biologie und Landwirtschaft
- CLB, Chemie in Labor und Biotechnik
- Der Chemotechniker
- Ernährungs-Umschau
- Filtrieren und Separieren
- German Motor Tribune
- Die Gesundheit
- InLeder/Lederwaren-Zeitschrift/Deutsche Lederwirtschaft
- Ident – Das Forum für automatische Datenerfassung
- Leica Fotografie
- Leica Fotografie International
- Leder & Häute-Markt
- Management-Berater
- Motor-Rundschau/Motorsport
- MTA/MTA-Spektrum
- MTD Medizinisch Technischer Dialog
- PBS-Report
- Photoblätter
- PTA in der Apotheke
- Schuhmarkt
- Schützen-Zeitung
- Schreibkultur
- Schwarz-Weiß (Fotografie)
- Shell-Post
- Soldat und Technik
- Verkehrswachtpraxis/Deutsche Verkehrswacht
- Umschau in Wissenschaft und Technik
- Wehrmedizinische Monatsschrift
- Wehrtechnische Reports
- Weltraumfahrt und Raketentechnik
- Wie geht’s heute (Kundenzeitschrift)
- Wirtschaftsforum Frankfurt